# Graslitzengruppe
Die Graslitzengruppe, auch Mittlere Gailtaler Alpen genannt, ist die zentrale Gebirgsgruppe der Gailtaler Alpen (Drauzug) in Kärnten. Die Gruppe liegt zwischen dem Gailtal unterhalb Hermagor, dem Drautal oberhalb von Villach, und dem Weißensee.
Der Begriff ist hauptsächlich in der österreichischen Hydrographie und Geologie gebräuchlich.

## Lage und Landschaft
Die Berggruppe erstreckt sich von Greifenburg im Drautal oberhalb der Drauknies bis an den Drobratsch, und im Norden an das Weißenbachtal mit Weißensee. Höchster Berg ist der Spitzegel mit 2119 m ü. A. Am Nordwestende überquert der Kreuzbergsattel (Hermagor–Greifenburg) den Ausläufer der Gruppe, im Osten die Windische Höhe. Über diese Gebirgsgruppe führen mehrere Wanderwege wie der Gailtaler Höhenweg (GHW) und die 28. Etappe des Julius Kugy Alpine Trail.

## Umgrenzung und benachbarte Gebirgsgruppen
Nach der Österreichischen Gebirgsgruppengliederung nach Trimmel trägt die Gruppe die Nummer 3730, als Teil der Gailtaler Alpen bzw. des Drauzugs, bei den Raumeinheiten Kärntens nach Seger wird die Gruppe als 7d Mittlere Gailtaler Alpen bezeichnet. Sie umgrenzt sich folgendermaßen:
- im Süden Möderndorf bei Hermagor – Gail bis Nötsch zu den Karnischen Alpen (3800 bzw. 8, mit Gartnerkofel, Oisternig)
- im Südosten Nötschbach – Bad Bleiberg – Mittewald – Weißenbach – Gummern an der Drau zur Villacher Alpe (3740, Drobratsch)
- im Nordosten die Drau bis Feistritz zur Mirnockgruppe/Afritzer Nockberge (2711/2c, Palnock, Mirnock) der Nockberge (Nockgebirge)
- im Norden Weißenbach – Weißensee – Tiefer Graben – Drau bei Greifenburg zur Goldeck-/Latschurgruppe (3750/7b), und dort auch an die Kreuzeckgruppe grenzend (2250/1h, Gaugen)
- im Osten Bruggern – Maßgraben – Waisacheralm – Weißbriach – Gösseringbach – Möderndorf zur Reißkofelgruppe (3720/7c)

## Gliederung
Die Graslitzengruppe gliedert sich in eine dominante, alpine südliche Kette und eine niedrigere nördliche Kette, die eher von Mittelgebirgscharakter ist. Nach Trimmel ist die Südkette nochmals in drei Abschnitte unterteilt (jeweils von West nach Ost genannt):
- die Spitzegelgruppe (3731) als Hauptzug, wichtigere Gipfel sind Golz (2004 m), Spitzegel 2119 m, Vellacher Egel (2108 m), Graslitzen (2044 m), Tschekelnock (1892 m)
- die Kowesnockgruppe (3732) östlich der Windischen Höhe, mit Sparbernock  (1555 m), Kabesnock[4] (1819 m) und Mittagsnock  (1558 m) über Bad Bleiberg
- die Schwandnockgruppe (3733) anschließend an der Linie Bleiberg – Ebenwald mit Schwandnock (1516 m) und den Vorbergen Spitzeck 1329 m und Kellerberg (1167 m)
- sowie im Norden die Lakagruppe (3734), mit Laka (1851 m) und Wiederschwing (1640 m), und einigen kleineren Vorbergen an der Drau

Dabei sind die Südkette und der Lakazug durch die charakteristische Furche Naggl am mittleren Weißensee – Almbach – Bodenalpe – Fischeralpe – Fachtnersee – Boden – Kreuzen – Kreuzenbach – Feffernitz an der Drau getrennt.

## Geologie
Wie der ganze Drauzug, der wegen seines Kalkaufbaus landläufig zu den südlichen Kalkalpen gerechnet wird, gehört die Gruppe zu Gesteinenserien aus der alpinen Trias, wie die nördlichen Kalkalpen, von denen sie hier bei der Alpenbildung als Scholle zurückgeblieben sind. So findet sich hier derselbe Aufbau, mit den Werfener Schichten (Schiefergrundgebirge, nach Werfen im Salzburger Land), einer Hauptmasse an Wettersteinkalken (nach dem tirolisch-bayerischen Berg). Außerdem finden sich Raibler Schichten, eine den ganzen Kalkalpen gemeinsame Schichtenfolge, die in der Zeit der sich nach Europa ausdehnenden Tethys aufgebaut wurde. Zwischen Wetterstein und Raibl findet sich hier auffallende Brekzienbildung.
Tektonisch betrachtet liegt die Gruppe noch im Bereich der Zentralalpen nördlich der periadriatischen Naht im Gailtal. Die charakteristischen, Ost—West streichenden Längsstörungen sind Aufschiebungen (Lakazug/Spitzegelzug/Latschurzug/Goldeck), überlagert von schräg dazu streichenden Blattverschiebungen.